# Бендида (група)
 Тази статия е за симфоник метъл групата Бендида.  За Тракийската богиня  вижте Бендида.  
„Бендида“ е симфонична метъл група, основана в София през 2008 г.
Членовете на групата получават вдъхновението си от фентъзи истории и древната митология, най-вече тракийската митология. Това до голяма степен се е отразило и в текстовете на техните песни.
Музикантите, които най-много са повлияли на творчеството на групата, са: „Териън“, В.А. Моцарт, Томазо Албинони, „Епика“, „Диму Боргир“.

## Име на групата
Името на групата произлиза от Бендида – тракийската богиня на луната и лова.

## История
Групата е основана през 2008 г. в град София от китариста Вини Атанасов. Дебюта си на сцена прави в началото на 2010 г. в клуб „Toucan Bluzz & Rock“. След още няколко концерта, групата влиза в студио за запис на две песни. През февруари 2012 г. излиза първият сингъл на групата. Името му е „The Farthest Shore“ и включва песните „All Life Long“ и „The Farthest Shore“. Дискът е представен на съвместен концерт с The A.X.E. Project.
През 2013 г. към групата се присъединява Кремена Николова и с нея издават своя втори сингъл „Prince of Ice“, към който е направен и официален видеоклип. В края на 2014 г. Бендида издава втория си официален видеоклип към песента „The Witch and the Devil“.
Бендида участва в общи концерти с други български и чуждестранни метъл и рок банди като между тях са Конкурент, Enthronement, The A.X.E. Project и Endsight (Гърция).
През 2017 г. е издаден поредният видеоклип на групата към песента „The Land of Perun“ и края на същата година излиза дебютния им албум, озаглавен Goddess of the Moon
През 2018 година Bendida споделят една сцена с „Найтуиш“, „Апокалиптика“ и други на фестивала Варна Мега Рок проведен в град Варна.
В края на 2018 групата празнува 10-годишнината от основаването си на съвместен коцерт със смесен академичен хор Света Параскева

## Състав
| Настоящи членове - Вини Атанасов – китара, вокал (2008 – ) - Александър Панайотов – бас (2008 – 2015; 2019 - ) - Кремена Николова – вокал (2013 – ) - Вяра Грънчарова – виола да гамба (2015– ) - Бисера Димитрова – цигулка (2018– ) - Ралица Георгиева - клавишни (2019- ) - Пламен Димитров – валдхорна (2019– ) - Илиян Василев – барабани (2024– ) - Пламен Димитров – валдхорна (2018–2019) - Владимир Бочев – барабани (2018–2020) - Ива Магунска – флейта (2017–2018) - Йосиф Йосифов – цигулка (2018) - Антонио Велков – барабани (2018) - Камелия Левчева – вокали (2008) - Цветелина Кирилова – вокали (2009-2013) - Огнян Христов – барабани (2011 – 2013) - Надежда Иванова – клавишни (2012) - Яна Иванова – клавишни (2012 – 2017) - Любен Димитров – барабани (2014 – 2017) - Антон Яначков – бас (2015 – 2016) - Емил Боянов – бас (2016 – 2017) - Йоана Петрова – клавишни (2017 – 2018) - Павлин Пеев – бас (2017-2018) - Васил Трайков – барабани (2018) - Филип Филипов – барабани (2008 – 2011; 2018 – 2019) - Велислав Казаков – барабани (2019 – 2022) - Светослав Петров - барабани (2022 - 2023) - Милош Петрович - барабани (2023 - 2024) |

## Дискография

### Сингли
- The Farthest Shore (2012)
- Prince of Ice (2014)
- Сребърни Ята (2021)
- We are going to War (2024)

### Албуми
- Goddess of the Moon (2017)
- First of the Heroes (2020)

### Видео клипове
- Prince of Ice (2014)
- Witch and the Devil (2014)
- Land of Perun (2017)
- Whispers in the Dark (2017)
- The Farthest Shore (2018)
- Civilization (2020)
- Vampire's Ball (2021)